# Saint-Jean-du-Bruel
Saint-Jean-du-Bruel é uma comuna francesa na região administrativa de Occitânia, no departamento de Aveyron. Estende-se por uma área de 37,23 km². Em 2010 a comuna tinha 716 habitantes (densidade: 19,2 hab./km²).